# ダスティン・ヘイズレット
ダスティン・ヘイズレット（Dustin Hazelett、1986年4月29日 - ）は、アメリカ合衆国の男性総合格闘家。ケンタッキー州ルイーザ出身。チーム・ジョルジ・グージェウ所属。ブラジリアン柔術黒帯。ダスティン・ハザレーとも表記される。

## 来歴
16歳からジョルジ・グージェウの元でブラジリアン柔術を学び始める（2008年9月に黒帯を取得）。高校卒業後は大学に進学する傍らプロ総合格闘家として試合に出場し、2006年には20歳でUFCと契約を果たした。

### UFC
2006年10月10日、UFC初参戦となったOrtiz vs. Shamrock 3でトニー・デソーザと対戦し、チキンウィングアームロックで一本負けを喫した。
2007年2月3日、UFC 67でディエゴ・サライバと対戦し、3-0の判定でUFC初勝利を飾る。6月16日、UFC 72でスティーブン・リンチにスピニングチョークで一本勝ちを収めた。9月19日、UFC Fight Night: Thomas vs. Florianでジョナサン・グレ戦でも一本勝ちを収め、3連勝を遂げた。
2008年3月1日、UFC 82でジョシュ・コスチェックと対戦するも、TKO負けし、トップの一角を崩すことは出来なかった。6月21日にはジョシュ・バークマンに腕ひしぎ十字固めで一本勝ちし、ファイト・オブ・ザ・ナイトとサブミッション・オブ・ザ・ナイトを受賞した。またUFC公式サイトが選定する2008年ベストサブミッション1位にも選ばれた。11月15日のUFC 91ではタムダン・マクローリーと対戦し、リバースアームバーで一本勝ちを収め、2試合連続でサブミッション・オブ・ザ・ナイトを受賞した。
2009年11月21日、UFC 106でカロ・パリジャンと対戦予定であったが、パリジャンの欠場により試合が消滅した。
2010年1月2日、1年1か月ぶりの試合となったUFC 108でポール・デイリーと対戦し、左フックでダウンしたところにパウンドで追撃されTKO負けを喫した。8月7日、UFC 117でリック・ストーリーと対戦し、パウンドによるTKO負けを喫した。12月11日、UFC 124でマーク・ボーチェックに三角絞めで一本負け。3連敗となりUFCからリリースされた。
2011年4月、病院の救急救命士の職に就き、そのまま引退した。

## 戦績
| 総合格闘技 戦績 | 総合格闘技 戦績 | 総合格闘技 戦績 | 総合格闘技 戦績 | 総合格闘技 戦績 | 総合格闘技 戦績 | 総合格闘技 戦績 |
| --------------- | --------------- | --------------- | --------------- | --------------- | --------------- | --------------- |
| 19 試合         | (T)KO           | 一本            | 判定            | その他          | 引き分け        | 無効試合        |
| 12 勝           | 1               | 9               | 2               | 0               | 0               | 0               |
| 7 敗            | 4               | 2               | 1               | 0               | 0               | 0               |

| 勝敗 | 対戦相手                   | 試合結果                             | 大会名                                                     | 開催年月日     |
| ×    | マーク・ボーチェック       | 1R 2:33 三角絞め                     | UFC 124: St-Pierre vs. Koscheck 2                          | 2010年12月11日 |
| ×    | リック・ストーリー         | 2R 1:15 TKO（パウンド）              | UFC 117: Silva vs. Sonnen                                  | 2010年8月7日   |
| ×    | ポール・デイリー           | 1R 2:24 KO（左フック→パウンド）      | UFC 108: Evans vs. Silva                                   | 2010年1月2日   |
| ○    | タムダン・マクローリー     | 1R 3:59 リバースアームバー           | UFC 91: Couture vs. Lesnar                                 | 2008年11月15日 |
| ○    | ジョシュ・バークマン       | 2R 4:46 腕ひしぎ十字固め             | The Ultimate Fighter: Team Rampage vs. Team Forrest Finale | 2008年6月21日  |
| ×    | ジョシュ・コスチェック     | 2R 1:24 TKO（左ハイキック→パウンド） | UFC 82: Pride of a Champion                                | 2008年3月1日   |
| ○    | ジョナサン・グレ           | 1R 1:14 腕ひしぎ十字固め             | UFC Fight Night: Thomas vs. Florian                        | 2007年9月19日  |
| ○    | スティーブン・リンチ       | 1R 2:50 スピニングチョーク           | UFC 72: Victory                                            | 2007年6月16日  |
| ○    | ディエゴ・サライバ         | 5分3R終了 判定3-0                    | UFC 67: All or Nothing                                     | 2007年2月3日   |
| ×    | トニー・デソーザ           | 1R 3:59 チキンウィングアームロック   | Ortiz vs. Shamrock 3: The Final Chapter                    | 2006年10月10日 |
| ○    | チャド・レイナー           | 1R 0:07 KO（パンチ連打）             | Extreme Challenge 70 【ウェルター級トーナメント 決勝】     | 2006年8月26日  |
| ○    | ビクトル・モレノ           | 1R 1:02 腕ひしぎ十字固め             | Extreme Challenge 68 【ウェルター級トーナメント 準決勝】   | 2006年7月15日  |
| ○    | マイク・カルドサ           | 1R 0:48 三角絞め                     | Extreme Challenge 68 【ウェルター級トーナメント 1回戦】    | 2006年7月15日  |
| ○    | ハーラン・グレイシー       | 5分3R終了 判定3-0                    | GFC: Team Gracie vs. Team Hammer House                     | 2006年3月3日   |
| ×    | デレック・カースリー       | 5分2R終了 判定0-3                    | Freestyle Fighting Championship 16                         | 2005年9月24日  |
| ○    | ジョン・シャックルフォード | 1R 2:42 チョークスリーパー           | Freestyle Fighting Championship 16                         | 2005年9月24日  |
| ×    | ジュニオール・アスンソン   | 1R 4:27 TKO（パンチ連打）            | Full Throttle 3                                            | 2005年7月15日  |
| ○    | ジェイソン・アイルランド   | 1R 三角絞め                          | Hand 2 Hand Combat                                         | 2005年6月17日  |
| ○    | ジャスティン・ホンズ       | 1R 腕ひしぎ十字固め                  | KOTC 42: Buckeye Nuts                                      | 2004年10月23日 |

## 獲得タイトル
- Extreme Challengeウェルター級トーナメント 優勝（2006年）

## 表彰
- UFC ファイト・オブ・ザ・ナイト（1回）
- UFC サブミッション・オブ・ザ・ナイト（3回）
- UFC サブミッション・オブ・ザ・イヤー（2008年）